# Сканабуе-Кашине Капри (Кремона)
Сканабуе-Кашине Капри је насеље у Италији у округу Кремона, региону Ломбардија.
Према процени из 2011. у насељу је живело 2426 становника. Насеље се налази на надморској висини од 85 м.